# Millanes (kommunhuvudort)
Millanes är en kommunhuvudort i Spanien.   Den ligger i provinsen Provincia de Cáceres och regionen Extremadura, i den centrala delen av landet, 170 km väster om huvudstaden Madrid. Millanes ligger 371 meter över havet och antalet invånare är 182.
Terrängen runt Millanes är platt norrut, men söderut är den kuperad. Runt Millanes är det mycket glesbefolkat, med 5 invånare per kvadratkilometer. Närmaste större samhälle är Navalmoral de la Mata, 5,8 km nordost om Millanes. Omgivningarna runt Millanes är huvudsakligen savann.